# HMS Proteus (N29)
«Протеус» (N29) (англ. HMS Proteus (N29) — військовий корабель, підводний човен типу «Партіан» Королівського військово-морського флоту Великої Британії часів Другої світової війни.

## Історія створення
«Протеус» був закладений 18 липня 1928 на верфі компанії Vickers Shipbuilding and Engineering, Барроу-ін-Фернесс. 17 червня 1930 увійшов до складу Королівських ВМС Великої Британії.